# Youth (canção de Foxes)
"Youth" é uma canção gravada pela cantora inglesa Foxes. Foi escrita pela própria intérprete juntamente de Jonny Harris, que também ficou a cargo da produção. O seu lançamento ocorreu digitalmente na Irlanda em 6 de setembro de 2013 e no Reino Unido em 27 de outubro como o primeiro single do álbum de estreia da cantora, Glorious. A canção atingiu um posição de número 21 na tabela musical irlandesa Irish Singles Chart. A faixa foi originalmente publicada em 2011 juntamente de um remix concedido por Adventure Club, mas não teve um lançamento oficial até dois anos depois.

## Vídeo musical
Um vídeo musical dirigido por James Copeman foi lançado em 12 de agosto de 2013. A versão de "Youth" usada no vídeo musical tem uma duração menor que a faixa padrão, contida no álbum Glorious, assim como a versão enviada às estações de rádio mundiais.

## Faixas e formatos
| Download digital |                              |         |  |
| N.º              | Título                       | Duração |  |
| 1.               | "Youth"                      | 4:21    |  |
| 2.               | "Youth" (Radio Edit)         | 3:44    |  |
| 3.               | "Youth" (Breakage Remix)     | 4:28    |  |
| 4.               | "Youth"                      | 5:38    |  |
| 5.               | "Youth" (Seamus Haji Remix)  | 6:37    |  |
| 6.               | "Youth" (Danny Howard Remix) | 5:09    |  |

| UK Remix EP |                                |         |  |
| N.º         | Título                         | Duração |  |
| 1.          | "Youth" (Adventure Club Remix) | 3:59    |  |
| 2.          | "Youth" (Le Youth Remix)       | 3:56    |  |
| 3.          | "Youth" (Jakob Liedholm Remix) | 5:30    |  |
| 4.          | "Youth" (Maze & Masters Remix) | 5:40    |  |

| Adventure Club Remix (download digital estadunidense) |                                |         |  |
| N.º                                                   | Título                         | Duração |  |
| 1.                                                    | "Youth" (Adventure Club Remix) | 3:59    |  |

| Versão em orquestra (download digital) |         |         |  |
| N.º                                    | Título  | Duração |  |
| 1.                                     | "Youth" | 3:09    |  |

| US Remixes (EP) |                                     |         |  |
| N.º             | Título                              | Duração |  |
| 1.              | "Youth" (Disco Fries Remix)         | 5:53    |  |
| 2.              | "Youth" (Liam Keegan Remix)         | 5:51    |  |
| 3.              | "Youth" (Funk Generation Club Mix)  | 5:52    |  |
| 4.              | "Youth" (Varsity Team Extended Mix) | 4:57    |  |

## Desempenho nas tabelas musicais

### Posições
| Tabela musical (2013)                           | Melhor posição |
| ----------------------------------------------- | -------------- |
| Bélgica (Ultratip Bubbling Under de Flandres)   | 26             |
| Escócia (Scottish Singles Chart)                | 7              |
| Estados Unidos (Billboard Hot Dance Club Songs) | 1              |
| Irlanda (IRMA)                                  | 21             |
| Reino Unido (UK Singles Chart)                  | 12             |